# THE夜もヒッパレ
『THE夜もヒッパレ』（ザ・よるもヒッパレ、英称:THE NIGHT OF HIT PARADE）は、1995年4月15日から2002年9月21日まで日本テレビ系列で毎週土曜22:00 - 22:54（JST）に放送されていた音楽バラエティ番組。1996年10月から2000年9月までの間はCS★日テレでも放送されていた。
本番組の前身であり、1994年4月16日から1995年3月18日まで放送された『夜もヒッパレ一生けんめい。』（よるもヒッパレいっしょうけんめい）や復活特番についても、本項目で併せて記述する。

## 番組概要
番組タイトルの「ヒッパレ」は、「ヒットパレード」の略。
1994年4月、土曜23時台前半に放送されていた音楽バラエティ『夜も一生けんめい。』を発展拡大させた『夜もヒッパレ一生けんめい。』が、それまで読売テレビ制作枠であった土曜22時台にてスタート。当初は前半30分を『夜もヒッパレ』として、後半30分を『夜も一生けんめい。』としてそれぞれ放送していたが、翌1995年4月より前半部の『夜もヒッパレ』を単独の1時間番組として『THE夜もヒッパレ』にリニューアルした。
『夜もヒッパレ』から引き続き、三宅裕司が総合司会、赤坂泰彦が曲紹介（DJ）、マルシアがアシスタントを担当。また、新たな司会者として中山秀征が加入し、準レギュラーの安室奈美恵 with SUPER MONKEY'Sがレギュラーに昇格した。

## 内容
毎週、邦楽トップ10にランクインされた楽曲を出演者がカラオケ形式で歌う形で番組が進められた。出演者本人の持ち歌がランクインしている場合でも、原則本人以外の出演者が歌う（一部分だけ本人が歌うことはある）。
順位はCD売上・カラオケ・有線放送・番組へのはがきリクエストから集計していた。なお、得点は未発表となっていた｡
ランキングは、"THIS WEEK'S HITPARADE"と表されたボード回転（いわゆる「パタパタ」）で発表しており、進行役の赤坂がディスクジョッキーとして曲紹介を行って、その曲を歌う出演者の名前を紹介してから出演者の歌唱がスタート。歌唱終了後、雛壇に座るレギュラー陣及び歌唱が終了しているゲストがスタンディングオベーションで招き入れ、楽曲の感想や近況を語る。その間に適宜赤坂が割込み、次曲紹介やコーナーチェンジをする、という構成だった。
前身番組『夜も一生けんめい。』のスタイルを踏襲したゲストによるライブコーナーが番組中盤～後半に行われ、『夜も一生けんめい。』と同じくビジーフォー・スペシャルが演奏を担当した。この前後で発表されるランキングは3曲分を一気に発表し、「歌の奪い合い」によって展開される。これもまた『夜も一生けんめい。』からの踏襲。また、中山が11位 - 100位から1曲をピックアップして紹介する『秀ちゃんの注目ボード』などが設けられた（注目曲コーナーは1999年6月最終週より、発売前の新曲を紹介する『HOT HIT TUNE』に模様替えし、2002年1月からは『ヒッパレプラス1』に変わった）。
合い言葉は「見たい、聴きたい、歌いタイ!」（オープニングとベスト3発表のCM明けにコール。後にオープニングと第1位発表のCM明けに変更された）。この合い言葉をコールするときに登場する鯛のオブジェは、『夜も一生けんめい。』時代の鯛のオブジェをもとに、デザインをアレンジして新しく作ったものである。
番組オリジナルユニットが多く結成されており、「てん・むす」がCDデビューするなど活躍を見せる。2001年の「てん・むす」解散後は「ゆたんぽ」や「ミニスカパン」等が結成された（下記参照）。安室奈美恵を始めとしてライジングプロダクション所属タレントが多く出演し、同事務所所属でデビュー前だったSPEEDは、1995年に当番組にてグループ名を公募し名づけられ、実質的に当番組からデビューした。
特別版としてクリスマス近辺での放送は『THE聖夜もヒッパレ』（ザ・せいやもヒッパレ）として放送。また、キリバン会や改変期などにスペシャルも適宜放送したほか、2001年（第24回）と2002年（第25回）の24時間テレビ 「愛は地球を救う」の深夜帯では『THE深夜もヒッパレ CLUB24』（ザ・しんやもヒッパレ・クラブトゥエンティフォー）と題してスピンオフ企画が放送された。

## シリーズの終焉とその後
2002年9月21日の放送をもって番組が終了。これにより、1990年4月から放送開始した『夜も一生けんめい。』から換算して12年半に及ぶ歴史に幕を降ろした。最終回では番組開始からの歴代トップ100のランキングが発表され、第1位はサザンオールスターズの『TSUNAMI』で、番組出演者全員によって歌唱された。尚、番組終了までの総出演者数は11,921人であった。
放送終了から8年後の2010年6月にCS放送日テレプラスで放送決定した（ただし、権利上の関係でプロモーションビデオを用いての今週のランキングのおさらいがカットや、1998年以降〈知念里奈がレギュラーになった後〉からの放送となっている。CS★日テレで同時放送されていた時はCM中以外、かぶせ放送を一切行うことなく、そのまま放送されていた）。放送されるのは全放送のうち49回。また、2014年9月21日よりCS放送ファミリー劇場で毎週日曜 20:00～21:00に全放送のうち8回の予定で再放送されている。
2022年以降は日本テレビ系の特別番組でたびたび復活している。
- 2022年3月30日、永瀬廉と上白石萌歌が司会を務める『日テレ系音楽の祭典 Premium Music 2022』内の企画として「令和に見たい!聞きたい! 唄いたい! 名曲TOP20」と題し、セットの完全再現と、三宅・赤坂の出演で復活企画（収録）[4][5]。
- 2022年8月27日、『24時間テレビ 愛は地球を救う45』内の企画として、「24時間もヒッパレ! あの名曲に会いたい!」と題し、三宅・中山・赤坂の出演。生放送[6]。
- 2023年8月26日、『24時間テレビ 愛は地球を救う46』内の企画として、「24時間もヒッパレ 明日へつなげたい名曲TOP10」、三宅・中山・赤坂・知念・MAX・グッチ・モトの出演。生放送。
- 2025年5月24日、日本テレビの懐かし番組の復刻版を放送する「大進化! レジェンド番組祭り」の一環として、レギュラー時と同じ放送枠[注 2]で特番放送。完全に独立した形態では終了後に初の放送となった[7][注 3]。三宅・中山・赤坂・知念・MAX・モトの出演。

## 出演者
※太字は「～一生けんめい。」から続投。

### 司会
| 期間    | 期間    | 総合司会          | 進行アシスタント | 進行アシスタント                          |
| 期間    | 期間    | 総合司会          | 男性             | 女性                                      |
| ------- | ------- | ----------------- | ---------------- | ----------------------------------------- |
| 1995.4  | 1997.4  | 三宅裕司 中山秀征 | 赤坂泰彦         | マルシア                                  |
| 1997.5  | 1997.9  | 三宅裕司 中山秀征 | 赤坂泰彦         | 西田ひかる 森口博子 松本明子              |
| 1997.10 | 1998.12 | 三宅裕司 中山秀征 | 赤坂泰彦         | 西田ひかる マルシア 松本明子 ともさかりえ |
| 1999.1  | 1999.3  | 三宅裕司 中山秀征 | 赤坂泰彦         | 酒井法子                                  |
| 1999.4  | 1999.6  | 三宅裕司 中山秀征 | 赤坂泰彦         | 工藤静香                                  |
| 1999.7  | 1999.9  | 三宅裕司 中山秀征 | 赤坂泰彦         | NOKKO                                     |
| 1999.10 | 2000.9  | 三宅裕司 中山秀征 | 赤坂泰彦         | 中村江里子                                |
| 2000.10 | 2001.12 | 三宅裕司 中山秀征 | 赤坂泰彦         | 柴田倫世                                  |
| 2002.1  | 2002.9  | 三宅裕司 中山秀征 | 赤坂泰彦         | 米倉涼子                                  |

※三宅・赤坂・マルシアは『夜もヒッパレ』からの続投。

### レギュラー
- ビジーフォー・スペシャル（1995年4月 - 最終回。裕三・冬樹以外のメンバーはライブコーナーでの演奏出演）
  - グッチ裕三
  - モト冬樹
- 安室奈美恵 with SUPER MONKEY'S
  - 安室奈美恵（1995年4月 - 1997年6月 歳末特大スペシャルに久々登場 EDでは出演者一同から花束贈呈し番組卒業となる）
  - MAX（1995年4月 - 1999年3月）
- SPEED（1995年11月 - 1999年3月、この番組でグループ名を公募）
- 知念里奈（1997年7月 - 最終回）
- 八反安未果（1998年3月-2000年7月）
- Musical Academy（1999年10月 - 最終回）
- Hipp's（ダンサー）
- CLOUD→KRUD（ダンサー）

### 主な歌唱ゲスト
（五十音順）
- 赤坂晃
- 麻倉未稀
- 安達祐実
- 綾瀬はるか
- 嵐
- アンタッチャブル
- 飯島直子
- 五十嵐りさ
- 生田斗真
- 井上順
- EVE
- 今田耕司
- 岩本恭生
- 内海光司
- A*Teens
- S.E.S.
- エリック・マーティン
- 大澄賢也
- 大東めぐみ
- 大桃美代子
- 小川直也
- 小倉優子
- 尾崎紀世彦
- オナペッツ
- 小野愛
- 河相我聞
- 角田信朗
- 影山ヒロノブ
- 風間俊介
- 柏原芳恵
- KAT-TUN
- 加藤明日美
- 加藤紀子
- 叶美香
- 上良早紀
- 加山雄三
- 辛島美登里
- 狩人
- ガレッジセール
- かわい綾
- 河合奈保子
- 川﨑麻世
- 川村亜紀
- KinKi Kids
- 工藤夕貴
- 来栖あつこ
- 桑名正博
- 桑野信義
- 小池栄子
- 香田晋
- KONISHIKI
- 小柳ゆき
- コロッケ
- 近藤真彦
- 今陽子
- サーカス
- 西郷輝彦
- 西城秀樹
- 堺正章
- 坂本ちゃん
- 櫻井智
- 佐藤江梨子
- 猿岩石
- 沢尻エリカ
- ジェームス小野田
- 篠原涼子
- 嶋大輔
- シャ乱Q
- ジュディ・オング
- 少年隊
- 庄野真代
- 鈴木史朗
- 鈴木蘭々
- 貴水博之
- 滝沢秀明
- 立河宜子
- ダチョウ倶楽部
- 田原俊彦
- 千聖
- チューヤン
- つのだ☆ひろ
- 妻夫木聡
- 鶴久政治
- TIM
- Take2
- デンジャラス
- 天童よしみ
- TOKIO
- DonDokoDon
- トム・ハンクス
- 永作博美
- 永田杏奈
- 中山エミリ
- 錦織健
- にしきのあきら
- 西田ひかる
- 2丁拳銃
- ネーネーズ
- 羽賀研二
- 白竜
- 橋本真也
- 橋幸夫
- X-GUN
- PaniCrew
- パパイヤ鈴木
- 濱田マリ
- 早坂好恵
- 尾藤イサオ
- ビビアン・スー
- V6
- 深田恭子
- Folder5
- 藤井隆
- 藤圭子
- 藤本綾
- 藤原竜也
- BOOMER
- 布施明
- ブラックパイナーSOS
- ベッキー
- 辺見えみり
- 松崎しげる
- 松本明子
- 松本梨香
- マリーン
- 未唯mie
- 三浦理恵子
- 見栄晴
- 美木良介
- MISSION
- 宮地真緒
- 村下孝蔵
- 森口博子
- 森公美子
- 森光子
- もんたよしのり
- 薬丸裕英
- 山咲トオル
- 山崎邦正
- 山下智久
- 山田花子
- 優香
- U-turn
- リットン調査団
- りりィ
- ROLLY
- ロザン
- 和田アキ子
- 渡辺真知子

他

## 番組内で結成された番組限定ユニット
- てん・むす（松田純、山川恵里佳、大谷みつほ、酒井彩名、有坂来瞳）
- ゆたんぽ（永田杏奈、藤本綾、加藤明日美、宮地真緒）
- ミニスカパン（三浦理恵子&来栖あつこ&上良早紀）
- オンセンズ（庄野真代、麻倉未稀）
- オーナーズ（白竜&美木良介）
- マンピーズ(つのだ☆ひろ・早坂好恵)

## 年間ランキング・特番での第1位獲得曲
| 年度               | 曲名                                          | 歌手名                                                   |
| 1994年年間         | 恋しさと せつなさと 心強さと                  | 篠原涼子 with t.komuro                                   |
| 1995年春スペシャル | Tomorrow never knows                          | Mr.Children                                              |
| 1995年秋スペシャル | WOW WAR TONIGHT～時には起こせよムーヴメント～ | H Jungle with t                                          |
| 1995年年間         | LOVE LOVE LOVE                                | DREAMS COME TRUE                                         |
| 1996年春スペシャル | DEPARTURES                                    | globe                                                    |
| 1996年秋スペシャル | LA・LA・LA LOVE SONG                          | 久保田利伸withナオミ・キャンベル                         |
| 1996年年間         | 名もなき詩                                    | Mr.Children                                              |
| 1997年春スペシャル | YOU ARE THE ONE                               | TK presents こねっと                                     |
| 1997年秋スペシャル | 硝子の少年                                    | KinKi Kids                                               |
| 1997年年間         | CAN YOU CELEBRATE?                            | 安室奈美恵                                               |
| 1998年春スペシャル | 愛されるより 愛したい                         | KinKi Kids                                               |
| 1998年秋スペシャル | 誘惑                                          | GLAY                                                     |
| 1998年年間         | 夜空ノムコウ                                  | SMAP                                                     |
| 1999年春スペシャル | Winter,again                                  | GLAY                                                     |
| 1999年秋スペシャル | フラワー                                      | KinKi Kids                                               |
| 1999年年間         | だんご3兄弟                                   | 速水けんたろう、茂森あゆみ、ひまわりキッズ、だんご合唱団 |
| 2000年春スペシャル | TSUNAMI                                       | サザンオールスターズ                                     |
| 2000年秋スペシャル | 桜坂                                          | 福山雅治                                                 |
| 2000年年間         | TSUNAMI                                       | サザンオールスターズ                                     |
| 2001年春スペシャル | Can You Keep A Secret?                        | 宇多田ヒカル                                             |
| 2001年秋スペシャル | PIECES OF A DREAM                             | CHEMISTRY                                                |
| 2001年年間         | 白い恋人達                                    | 桑田佳祐                                                 |
| 2002年春スペシャル | Life goes on                                  | Dragon Ash                                               |
| 最終回スペシャル   | TSUNAMI                                       | サザンオールスターズ                                     |

## スタッフ
- 構成：町山広美、妹尾匡夫、飯田まち子、宮川賢
- TM：坂本親保→吾妻光良→古井戸博
- SW：秋山真、江村多加司、小林宏義、望月達史
- カメラ：工藤恂児、小林宏義、望月達史、木村博靖、松村興
- 照明：阿部権治、川崎吉男
- 音声：古川誠一、今村公威、山口裕司、川合亮、鈴木詳司
- 調整：根本正実、栗田文恵、落合俊輔、熨斗賢司
- 美術プロデューサー：山浦俊夫→鈴木喜勝
- 美術デザイン：道勧英樹
- 装置：保坂美貴、前田賢治、岩田有立
- 装飾：村山和彦、後藤隆彦
- 電飾：上野厚子、小池高志、村上雅洋
- 特効：平岡栄治
- フラワー：京花園
- 音効：村田好次（佳夢音）
- TK：石橋葉子
- 編集：よしだ裕二（麻布プラザ）
- MA：岡崎博之（麻布プラザ）
- 音楽：小田敏文
- タイトル：浅葉克己
- 振付：八反田リコ
- スタイリスト：MINNIE CORPRATION
- 協力：オリコン、タイトー、icon japan Ltd.
- 美術協力：日本テレビアート
- 広報：阿部真一郎、高木雪、神山喜久子、杉山克美、薗田恭子
- 制作進行→AP：高田優美
- ディレクター：千葉昭／松本直樹、金城正尚、田口雅治、舟澤謙二、川邊昭宏、南波昌人、佐藤正樹、小澤太郎、徳竹陽介、石澤達、前田直敬、徳永清孝、環真吾
- プロデューサー・ディレクター：三枝孝臣
- プロデューサー：土屋泰則、高木章雄、寺内壮、村松宏、津田誠、五十嵐裕之、手嶋隆政
- チーフプロデューサー：渡辺弘、吉岡正敏、増田一穂、吉田真
- 総合演出：菅原正豊
- 制作協力：ハウフルス
- 製作著作：日本テレビ

### 2025年版
- 演出：徳永清孝
- 構成：町山広美
- TM：大越克人
- TD-SW：蔦佳樹
- CAM：岩永雄允
- 音声：小境健太郎
- 照明：村上洋平
- VE：鈴木昭博
- 美術プロデューサー：大川明子
- 美術デザイン：佐藤裕乃、道勧英樹
- 大道具：海老沼浩二
- 電飾：平ノ内厚夫
- 特効：川上勝大
- 花飾：花香恭子
- アクリル装飾：松本健
- 編集：大里剛史
- MA：眞坂聡美
- 音効：岡崎宏
- TK：桜井えみこ
- 編曲：小田敏文
- 振り付け：HIROKO
- デスク：小原麻実
- ディレクター：岡田至功、安達穣史、庄司名衣、諏訪裕紀、豊永満、出野皓平/村山勝巳、高村いずみ、大槻まな、谷村佳奈
- プロデューサー：岩崎小夜子、清水紀枝、伊藤考宏、本橋武夫、橋本隆/山﨑佑里子
- 監修：菅原正豊
- チーフプロデューサー：島田総一郎
- 制作協力：ハウフルス、オフィス・ケーアール
- 製作著作：日本テレビ

## パロディ
- 日向坂で会いましょう（テレビ東京）
  - 第57回-第60回 - 「見たい!聞きたい!話しタイ! 総集編で尺をヒッパレ」というタイトルで放送。MCのオードリーが制作会社であるケイマックスの社屋内から収録に参加し、日向坂46のメンバーはリモートでの収録参加となった。メンバーが過去の放送からおすすめしたいシーンをプレゼンし、「DJ赤スガ」に扮した春日俊彰がそのシーンのVTRを放送するか否かを判定した[8]。
  - 第74回,第75回 - 「釣りたい!魅せたい!聴かせタイ! 祝!日向坂46 1stアルバムヒット祈願! めでタイ魚を海からヒッパレ」というタイトルで釣りロケの模様を放送。アマダイを8匹釣り上げるという企画に日向坂46のメンバーが挑んだ[9]。

- 千鳥VSかまいたち→千鳥かまいたちアワー（日本テレビ）
  - 2021年2月14日放送回にて「今、テレビには赤坂さんが足りない？大悟が温めてきた企画解禁」[10]を放送。この企画がもとに、2022年3月30日放送の復活企画内にて、当番組MCの千鳥・ノブが赤坂に扮して出演、曲紹介を行った。